# 308
Het jaar 308 is het 8e jaar in de 4e eeuw volgens de christelijke jaartelling.

## Gebeurtenissen

### Europa
- April - Maxentius, Romeins usurpator, handhaaft zijn claim op het keizerschap in het Westen en verbant zijn vader Maximianus naar Gallië.
- 11 november - Keizersconferentie van Carnuntum: Diocletianus leidt als voorzitter het vredesberaad in Carnuntum (Pannonië), hij discussieert samen met Maximianus en Galerius over de toekomst van de Tetrachie en de troonopvolging. Uiteindelijk besluit men dat Valerius Licinius tot nieuwe Augustus wordt aangesteld. Constantijn de Grote blijft Caesar (medekeizer) over Brittannië en Gallië.

### Afrika
- Domitius Alexander, vicarius (soort gouverneur), wordt in Carthago door het leger tot keizer uitgeroepen en komt in opstand tegen Maxentius. De Romeinse provincies in Afrika komen onder zijn gezag en bedreigen Rome met de graanaanvoer.

### Italië
- Na vier jaar sedisvacatie wordt Marcellus I (308 - 309) als de dertigste paus geïnstalleerd. Tijdens zijn pontificaat wordt de Katholieke Kerk door de christenvervolgingen gereorganiseerd.
- In Rome begint men met de bouw van de Basilica van Maxentius, door zijn enorme omvang wordt de basilica het grootste gebouw aan het Forum Romanum.

### China
- De acht families komen Min binnen: Veel vluchtelingen uit Noord-China trekken naar de Fujianese hoofdstad Fuzhou om de oorlog te ontvluchten. Dit leidt tot een vermenging van cultuur en volk tussen de Han-Chinezen.

## Overleden
- Adrianus van Caesarea, heilige (waarschijnlijke datum)
- Pamphilus van Caesarea, heilige (waarschijnlijke datum)
- Severinus van Trier, Duitse bisschop en martelaar